# Komcukunft
Komcukunft (jid. ‏קאָמצוקונפֿט‎) – żydowska organizacja młodzieżowa o profilu komunistycznym, działająca w Polsce na początku lat 20. Organizacja powstała w roku 1921 w wyniku rozłamu w podporządkowanej partii Bund marksistowskiej organizacji młodzieżowej Cukunft. Przyczyną rozłamu było wycofanie przez Cukunft wniosku o członkostwo w Komunistycznej Międzynarodówce Młodzieży. Wydzielony z Cukunftu Komcukunft przyłączył się do Komunistycznego Związku Młodzieży Polski. 